# Evropská liga UEFA 2013/2014
Evropská liga UEFA 2013/14 byla 5. ročníkem klubové soutěže hrané pod názvem Evropská liga UEFA a celkově 43. ročníkem soutěže dříve zvané Pohár UEFA. Finále tohoto ročníku se odehrálo 14. května 2014 na stadionu Juventus Stadium v Itálii. Obhájcem titulu byl anglický klub Chelsea FC, který ve finále předchozího ročníku porazil Benfiku Lisabon 2:1. Vítěz soutěže se kvalifikoval do Superpoháru UEFA 2014.
Vítězem se stal španělský klub Sevilla FC, pro nějž to byl třetí titul v této soutěži (včetně dvou titulů z Poháru UEFA). Ve finále porazil v penaltovém rozstřelu portugalský celek Benfica Lisabon, pro nějž to byla naopak druhá finálová porážka v řadě.

## Účastnická místa
Tohoto ročníku se účastní celkem 194 týmů z 53 členských zemí UEFA (Gibraltar se bude účastnit až od sezony 2014/15). Každá země má přidělený počet míst podle koeficientů UEFA.

### Platný žebříček UEFA (2007 - 2012)
| Poř. | Země        | Koef.  | Týmy |
| ---- | ----------- | ------ | ---- |
| 1    | Anglie      | 84,410 | 3    |
| 2    | Španělsko   | 84,186 | 3    |
| 3    | Německo     | 75,186 | 3    |
| 4    | Itálie      | 59,981 | 3    |
| 5    | Portugalsko | 55,346 | 3    |
| 6    | Francie     | 54,178 | 3    |
| 7    | Rusko       | 47,832 | 4    |
| 8    | Nizozemsko  | 45,515 | 4    |
| 9    | Ukrajina    | 45,133 | 4    |
| 10   | Řecko       | 37,100 | 3    |
| 11   | Turecko     | 34,050 | 3    |
| 12   | Belgie      | 32,400 | 3    |
| 13   | Dánsko      | 27,525 | 3    |
| 14   | Švýcarsko   | 26,800 | 3    |
| 15   | Rakousko    | 26,325 | 3    |
| 16   | Kypr        | 25,499 | 3    |
| 17   | Izrael      | 22,000 | 3    |
| 18   | Skotsko     | 21,141 | 3    |

| Poř. | Země                | Koef.  | Týmy | Pozn.   |
| ---- | ------------------- | ------ | ---- | ------- |
| 19   | Česko               | 20,350 | 3    |         |
| 20   | Polsko              | 19,916 | 3    |         |
| 21   | Chorvatsko          | 18,874 | 3    |         |
| 22   | Rumunsko            | 18,824 | 3    |         |
| 23   | Bělorusko           | 18,208 | 3    |         |
| 24   | Švédsko             | 15,900 | 3    | +1 (FP) |
| 25   | Slovensko           | 14,874 | 3    |         |
| 26   | Norsko              | 14,675 | 3    | +1 (FP) |
| 27   | Srbsko              | 14,250 | 3    |         |
| 28   | Bulharsko           | 14,250 | 3    |         |
| 29   | Maďarsko            | 9,750  | 3    |         |
| 30   | Finsko              | 9,133  | 3    | +1 (FP) |
| 31   | Gruzie              | 8,666  | 3    |         |
| 32   | Bosna a Hercegovina | 8,416  | 3    |         |
| 33   | Irsko               | 7,375  | 3    |         |
| 34   | Slovinsko           | 7,124  | 3    |         |
| 35   | Litva               | 6,875  | 3    |         |
| 36   | Moldavsko           | 6,749  | 3    |         |

| Poř. | Země            | Koef. | Týmy |
| ---- | --------------- | ----- | ---- |
| 37   | Ázerbájdžán     | 6,207 | 3    |
| 38   | Lotyšsko        | 5,874 | 3    |
| 39   | Makedonie       | 5,666 | 3    |
| 40   | Kazachstán      | 5,333 | 3    |
| 41   | Island          | 5,332 | 3    |
| 42   | Černá Hora      | 4,375 | 3    |
| 43   | Lichtenštejnsko | 4,000 | 1    |
| 44   | Albánie         | 3,916 | 3    |
| 45   | Malta           | 3,083 | 3    |
| 46   | Wales           | 2,749 | 3    |
| 47   | Estonsko        | 2,666 | 3    |
| 48   | Severní Irsko   | 2,583 | 3    |
| 49   | Lucembursko     | 2,333 | 3    |
| 50   | Arménie         | 2,208 | 3    |
| 51   | Faerské ostrovy | 1,416 | 3    |
| 52   | Andorra         | 1,000 | 2    |
| 53   | San Marino      | 0,916 | 2    |
| 54   | Gibraltar       | 0,000 | 0    |

Poznámky
- (FP): Tři nejslušnější země ročníku 2011/12 (žebříček UEFA Respect Fair Play) získaly jedno účastnické místo navíc (Švédsko, Norsko, Finsko)[1]

### Rozdělení týmů
Vítěz Evropské ligy má zajištěno účastnické místo ve skupinové fázi následujícího ročníku. Protože vítěz Evropské ligy ze sezóny 2012/13 Chelsea FC se kvalifikoval do Ligy mistrů 2013/14, rezervované místo se uvolnilo a byly provedeny tyto změny:
- Vítěz národního poháru země 7 (Rusko) byl přesunut ze 4. předkola do základní skupiny.
- Vítěz národního poháru země 16 (Kypr) byl přesunut ze 3. do 4. předkola.
- Vítěz národního poháru země 19 (Česko) byl přesunut ze 2. do 3. předkola.
- Vítěz národního poháru zemí 33, 34 (Irsko, Slovinsko), byl přesunut z 1. do 2. předkola.

|                           | Týmy soutěžící v této fázi | Týmy které postoupily z předchozí fáze              | Týmy poražené v Lize mistrů                              |
| ------------------------- | --- | --------------------------------------------------- | -------------------------------------------------------- |
| 1. předkolo (76 týmů)     | - 19 vítězů domácích pohárů zemí 35–53 - 25 týmů z druhého místa v lize zemí 28–53 (krom Lichtenštejnska) - 29 týmů ze třetího místa v lize zemí 22–51 (krom Lichtenštejnska) - 3 týmy na základě UEFA Fair Play                                                                           |                                                     |                                                          |
| 2. předkolo (80 týmů)     | - 15 vítězů domácího poháru zemí 20–34 - 12 týmů z druhého místa v lize zemí 16–27 - 6 týmů z třetího místa v lize zemí 16–21 - 6 týmů z čtvrtého místa v lize zemí 10–15 - 3 týmy z pátého místa v lize zemí 7–9                                                                          | - 38 vítězů z 1. předkola                           |                                                          |
| 3. předkolo (58 týmů)     | - 3 vítězové domácího poháru zemí 17–19 - 6 týmů z třetího místa v lize zemí 10–15 - 3 týmy z čtvrtého místa v lize zemí 7–9 - 3 týmy z pátého místa v lize zemí 4–6 (z Francie – vítěz Coupe de la Ligue) - 3 týmy z týmy z šestého místa v lize zemí 1–3 (z Anglie – vítěz Carling Cupu) | - 40 vítězů 2. předkola                             |                                                          |
| 4. předkolo (62 týmy)     | - 9 vítězů domácího poháru zemí 8–16 - 3 týmy z třetího místa v lize zemí 7–9 - 3 týmy z čtvrtého místa v lize zemí 4–6 - 3 týmy z pátého místa v lize zemí 1–3 | - 29 vítězů z 3. předkola                           | - 15 poražených v 3. předkole Ligy mistrů UEFA 2013/14   |
| Skupinová fáze (48 týmů)  | - 7 vítězů domácího poháru zemí 1–7 | - 31 vítězů 4. předkola                             | - 10 poražených v 4. předkole Ligy mistrů UEFA 2013/14   |
| Vyřazovací fáze (32 týmů) | | - 12 vítězů skupin - 12 týmů z druhého místa skupin | - 8 týmů z třetího místa skupin Ligy mistrů UEFA 2013/14 |

### Týmy
| Šestnáctifinále       | Šestnáctifinále      | Šestnáctifinále     | Šestnáctifinále    |
| --------------------- | -------------------- | ------------------- | ------------------ |
| (LM SK)               | (LM SK)              | (LM SK)             | (LM SK)            |
| (LM SK)               | (LM SK)              | (LM SK)             | (LM SK)            |
| Skupinová fáze        |                      |                     |                    |
| Wigan Athletic        | Bordeaux             | Šachter Karagandy   | APOEL FC           |
| Valencia              | Anži Machačkala      | Dinamo Zagreb       | Legia Warszawa     |
| SC Freiburg           | Ludogorec Razgrad    | PAOK FC             |                    |
| Lazio                 | (Paços de Ferreira)  | Olympique Lyon      |                    |
| Vitória de Guimarães  | (NK Maribor)         | PSV Eindhoven       |                    |
| 4. předkolo           |                      |                     |                    |
| Tottenham Hotspur     | Dynamo Kyjev         | LM 3P               | LM 3P              |
| Betis Sevilla         | Dněpr Dněpropetrovsk | (LM 3P)             | (LM 3P)            |
| Eintracht Frankfurt   | Atromitos            | (LM 3P)             | (LM 3P)            |
| Fiorentina            | Beşiktaş             | (LM 3P)             | (LM 3P)            |
| Braga                 | Genk                 | (LM 3P)             | (LM 3P)            |
| Nice                  | Esbjerg fB           | (LM 3P)             | (LM 3P)            |
| Spartak Moskva        | St. Gallen           | (LM 3P)             |                    |
| AZ Alkmaar            | Pasching             | (LM 3P)             |                    |
| Feyenoord             | Apollon Limassol     | (LM 3P)             |                    |
| 3. předkolo           |                      |                     |                    |
| Swansea City          | Saint-Étienne        | Bursaspor           | Hapoel Ramat Gan   |
| Sevilla FC            | Kubáň Krasnodar      | Club Brugge         | Motherwell FC      |
| VfB Stuttgart         | Vitesse              | Randers FC          | FK Baumit Jablonec |
| Udinese Calcio        | Metalurh Doněck      | FC Zürich           |                    |
| Estoril               | Asteras Tripolis FC  | Rapid Vídeň         |                    |
| 2. předkolo           |                      |                     |                    |
| Rubin Kazaň           | Maccabi Haifa        | HNK Rijeka          | FK Jagodina        |
| FC Utrecht            | Hapoel Tel Aviv      | Petrolul Ploiești   | Crvena zvezda      |
| FK Černomorec Oděsa   | St. Johnstone        | Pandurii Târgu Jiu  | Stara Zagora       |
| Škoda Xanthi          | Hibernian            | Minsk               | Debrecen           |
| Trabzonspor           | Sparta Praha         | Šachtěr Salihorsk   | FC Honka           |
| Standard Lutych       | Slovan Liberec       | IFK Göteborg        | Dila Gori          |
| Aalborg BK            | Lech Poznań          | BK Häcken           | NK Široki Brijeg   |
| FC Thun               | Śląsk Wrocław        | FK Senica           | Derry City         |
| Sturm Graz            | Piast Gliwice        | AS Trenčín          | Olimpija Ljubljana |
| Anorthosis Famagusta  | Hajduk Split         | Hødd                |                    |
| AC Omonia             | NK Lokomotiva Zagreb | Strømsgodset IF     |                    |
| 1. předkolo           |                      |                     |                    |
| Astra Giurgiu         | NK Celje             | KR                  | Glentoran FC       |
| Dinamo Minsk          | Žalgiris Vilnius     | Breiðablik          | Crusaders FC       |
| Malmö FF              | Sūduva Marijampolė   | ÍBV                 | Linfield FC        |
| Žilina                | Kruoja Pakruojis     | Čelik Nikšić        | Jeunesse Esch      |
| Rosenborg BK          | Sheriff Tiraspol     | Rudar Pljevlja      | F91 Dudelange      |
| Vojvodina Novi Sad    | Dacia Chişinău       | Mladost Podgorica   | Differdange 03     |
| Levski Sofia          | FC Milsami Orhei     | FC Vaduz            | FC Pjunik Jerevan  |
| Botev Plovdiv         | Qarabağ FK           | KF Laçi             | FC MIKA Jerevan    |
| Videoton              | FK Inter Baku        | FK Kukësi           | Gandzasar Kapan FC |
| Honvéd Budapešť       | Khazar Lankaran      | KS Teuta Durrës     | Víkingur Gøta      |
| Inter Turku           | FK Ventspils         | Hibernians          | ÍF                 |
| TPS                   | Skonto Riga          | Valletta FC         | HB                 |
| Torpedo Kutaisi       | Liepājas Metalurgs   | Sliema Wanderers    | UE Santa Coloma    |
| FC Čichura Sačchere   | FK Teteks            | Prestatyn Town      | FC Santa Coloma    |
| FK Sarajevo           | Metalurg Skopje      | Airbus UK Broughton | La Fiorita         |
| Zrinjski Mostar       | FK Turnovo           | Bala Town           | AC Libertas        |
| Drogheda United       | Astana               | Flora Tallinn       | Gefle IF           |
| St Patrick's Athletic | Irtyš Pavlodar       | Levadia Tallinn     | Tromsø IL          |
| Domžale               | FK Aktobe            | Narva Trans         | Mariehamn          |

## Termíny hracích dnů a data losování
Všechna losování se uskuteční v Nyonu (Švýcarsko), pokud není uvedeno jinak.
| Fáze            | Kolo            | Termín losu             | První zápas                              | Odveta                                   |
| --------------- | --------------- | ----------------------- | ---------------------------------------- | ---------------------------------------- |
| Předkola        | 1. předkolo     | 24. června 2013         | 4. července 2013                         | 11. července 2013                        |
| Předkola        | 2. předkolo     | 24. června 2013         | 18. července 2013                        | 25. července 2013                        |
| Předkola        | 3. předkolo     | 19. července 2013       | 1. srpna 2013                            | 8. srpna 2013                            |
| Play-off        | 4. předkolo     | 9. srpna 2013           | 22. srpna 2013                           | 29. srpna 2013                           |
| Skupinová fáze  | Den 1           | 30. srpna 2013 (Monako) | 19. září 2013                            | 19. září 2013                            |
| Skupinová fáze  | Den 2           | 30. srpna 2013 (Monako) | 3. října 2013                            | 3. října 2013                            |
| Skupinová fáze  | Den 3           | 30. srpna 2013 (Monako) | 24. října 2013                           | 24. října 2013                           |
| Skupinová fáze  | Den 4           | 30. srpna 2013 (Monako) | 7. listopadu 2013                        | 7. listopadu 2013                        |
| Skupinová fáze  | Den 5           | 30. srpna 2013 (Monako) | 28. listopadu 2013                       | 28. listopadu 2013                       |
| Skupinová fáze  | Den 6           | 30. srpna 2013 (Monako) | 12. prosince 2013                        | 12. prosince 2013                        |
| Vyřazovací fáze | Šestnáctifinále | 16. prosince 2013       | 20. února 2014                           | 27. února 2014                           |
| Vyřazovací fáze | Osmifinále      | 16. prosince 2013       | 13. března 2014                          | 20. března 2014                          |
| Vyřazovací fáze | Čtvrtfinále     | 21. března 2014         | 3. dubna 2014                            | 10. dubna 2014                           |
| Vyřazovací fáze | Semifinále      | 11. dubna 2014          | 24. dubna 2014                           | 1. května 2014                           |
| Vyřazovací fáze | Finále          | 11. dubna 2014          | 14. května 2014, Juventus Stadium, Turín | 14. května 2014, Juventus Stadium, Turín |

## Předkola

### 1. předkolo
Los prvního a druhého předkola se uskutečnil 24. června 2013. Úvodní zápasy se odehrály 2., 3. a 4. července. Odvety 9., 10. a 11. července 2013.
| Domácí v 1. zápase  | Celkem         | Hosté v 1. zápase     | 1. zápas | 2. zápas |
| ------------------- | -------------- | --------------------- | -------- | -------- |
| Víkingur Gøta       | 2:1            | Inter Turku           | 1:1      | 1:0      |
| Žalgiris Vilnius    | 4:3            | St Patrick's Athletic | 2:2      | 2:1      |
| Airbus UK Broughton | 1:1 (v)        | FK Ventspils          | 1:1      | 0:0      |
| Narva Trans         | 1:8            | Gefle IF              | 0:3      | 1:5      |
| KR                  | 3:0            | Glentoran             | 0:0      | 3:0      |
| FC Čichura Sačchere | 1:1 (v)        | FC Vaduz              | 0:0      | 1:1      |
| FC Milsami Orhei    | 1:0            | F91 Dudelange         | 1:0      | 0:0      |
| Metalurg Skopje     | 0:2            | Qarabağ FK            | 0:1      | 0:1      |
| Videoton            | 2:2 (v)        | Mladost Podgorica     | 2:1      | 0:1      |
| Flora Tallinn       | 1:1 (v)        | FK Kukësi             | 1:1      | 0:0      |
| Teteks              | 1:2            | FC Pjunik Jerevan     | 1:1      | 0:1      |
| KS Teuta Durrës     | 3:3 (v)        | Dacia Chişinău        | 3:1      | 0:2      |
| FK Sarajevo         | 3:1            | Libertas              | 1:0      | 2:1      |
| Sliema Wanderers    | 1:2            | Khazar Lankaran       | 1:1      | 0:1      |
| Levski Sofia        | 0:2            | Irtyš Pavlodar        | 0:0      | 0:2      |
| Hibernians          | 3:7            | Vojvodina Novi Sad    | 1:4      | 2:3      |
| Astana              | 0:6            | Botev Plovdiv         | 0:1      | 0:5      |
| UE Santa Coloma     | 1:4            | Zrinjski Mostar       | 1:3      | 0:1      |
| Domžale             | 0–3            | Astra Giurgiu         | 0:1      | 0:2      |
| Rudar Pljevlja      | 2:1            | FC MIKA Jerevan       | 1:0      | 1:1      |
| Breiðablik          | 4:0            | Santa Coloma          | 4:0      | 0:0      |
| Drogheda United     | 0:2            | Malmö FF              | 0:0      | 0:2      |
| FK Inter Baku       | 3:1            | IFK Mariehamn         | 1:1      | 2:0      |
| ÍF                  | 0:5            | Linfield FC           | 0:2      | 0:3      |
| Prestatyn Town FC   | 3:3 (4:3 pen.) | Liepājas Metalurgs    | 1:2      | 2:1      |
| Tromsø IL           | 3:2            | NK Celje              | 1:2      | 2:0      |
| Sheriff Tiraspol    | 1:1 (2:4 pen.) | Skonto Riga           | 0:1      | 1:0      |
| Crusaders           | 3:9            | Rosenborg BK          | 1:2      | 2:7      |
| ÍBV                 | 2:1            | HB                    | 1:1      | 1:0      |
| Jeunesse Esch       | 3:2            | TPS                   | 2:0      | 1:2      |
| Bala Town           | 2:3            | Levadia Tallinn       | 1:0      | 1:3      |
| Kruoja Pakruojis    | 0:8            | Dinamo Minsk          | 0:3      | 0:5      |
| La Fiorita          | 0:4            | Valletta FC           | 0:3      | 0:1      |
| KF Laçi             | 1:3            | Differdange 03        | 0:1      | 1:2      |
| Gandzasar Kapan FC  | 2:4            | FK Aktobe             | 1:2      | 1:2      |
| Čelik Nikšić        | 1:13           | Honvéd Budapešť       | 1:4      | 0:9      |
| Torpedo Kutaisi     | 3:6            | MŠK Žilina            | 0:3      | 3:3      |
| Sūduva Marijampolė  | 4–4 (4:5 pen.) | FK Turnovo            | 2:2      | 2:2      |

### 2. předkolo
Úvodní zápasy se odehrály 16. a 18. července. Odvety 25. července 2013.
| Domácí v 1. zápase   | Celkem         | Hosté v 1. zápase    | 1. zápas | 2. zápas     |
| -------------------- | -------------- | -------------------- | -------- | ------------ |
| Sparta Praha         | 2:3            | BK Häcken            | 2:2      | 0:1          |
| FK Kukësi            | 3:2            | FK Sarajevo          | 3:2      | 0:0          |
| FC Thun              | 5:1            | FC Čichura Sačchere  | 2:0      | 3:1          |
| Škoda Xanthi         | 2:2 (v)        | Linfield             | 0:1      | 2:1 (prodl.) |
| IL Hødd              | 1:2            | FK Aktobe            | 1:0      | 0:2          |
| Dila Gori            | 3:0            | Aalborg BK           | 3:0      | 0:0          |
| Maccabi Haifa        | 10:0           | Chazar Lankaran      | 2:0      | 8:0          |
| Hajduk Split         | 3:2            | FK Turnovo           | 2:1      | 1:1          |
| FK Ventspils         | 5:1            | Jeunesse Esch        | 1:0      | 4:1          |
| Astra Giurgiu        | 3:2            | AC Omonia            | 1:1      | 2:1          |
| Skonto Riga          | 2:2 (v)        | Slovan Liberec       | 2:1      | 0:1          |
| Levadia Tallinn      | 0:4            | Pandurii Târgu Jiu   | 0:0      | 0:4          |
| Śląsk Wrocław        | 6:2            | Rudar Pljevlja       | 4:0      | 2:2          |
| Malmö FF             | 9:0            | Hibernian FC         | 2:0      | 7:0          |
| FK Jagodina          | 2:4            | Rubin Kazaň          | 2:3      | 0:1          |
| Strømsgodset IF      | 5:2            | Debreceni VSC        | 2:2      | 3:0          |
| Petrolul Ploiești    | 7:0            | Víkingur Gøta        | 3:0      | 4:0          |
| HNK Rijeka           | 8:0            | Prestatyn Town FC    | 5:0      | 3:0          |
| Žalgiris Vilnius     | 3:1            | FC Pjunik Jerevan    | 2:0      | 1:1          |
| Beroe Stara Zagora   | 3:6            | Hapoel Tel Aviv      | 1:4      | 2:2          |
| FC Honka             | 2:5            | Lech Poznań          | 1:3      | 1:2          |
| Crvena zvezda        | 2:0            | ÍBV                  | 2:0      | 0:0          |
| Šachtěr Salihorsk    | 2:2 (2:4 pen.) | FC Milsami Orhei     | 1:1      | 1:1 (prodl.) |
| Vojvodina Novi Sad   | 5:1            | Honvéd Budapešť      | 2:0      | 3:1          |
| Olimpija Ljubljana   | 3:3 (v)        | Žilina               | 3:1      | 0:2          |
| Tromsø IL            | 2:1            | FK Inter Baku        | 2:0      | 0:1          |
| FK Černomorec Oděsa  | 3:2            | Dacia Chişinău       | 2:0      | 1:2          |
| IFK Göteborg         | 1:2            | AS Trenčín           | 0:0      | 1:2          |
| Dinamo Minsk         | 4:4 (v)        | NK Lokomotiva Zagreb | 1:2      | 3:2          |
| KR                   | 2:6            | Standard Lutych      | 1:3      | 1:3          |
| Zrinjski Mostar      | 1:3            | Botev Plovdiv        | 1:1      | 0:2          |
| Qarabağ FK           | 4:3            | Piast Gliwice        | 2:1      | 2:2 (prodl.) |
| Rosenborg BK         | 1:2            | St. Johnstone        | 0:1      | 1:1          |
| Trabzonspor          | 7:2            | Derry City           | 4:2      | 3:0          |
| Valletta FC          | 1:3            | FK Minsk             | 1:1      | 0:2          |
| Mladost Podgorica    | 3:2            | FK Senica            | 2:2      | 1:0          |
| Anorthosis Famagusta | 3:4            | Gefle IF             | 3:0      | 0:4          |
| Breiðablik Kópavogur | 1:0            | Sturm Graz           | 0:0      | 1:0          |
| Irtyš Pavlodar       | 3:4            | NK Široki Brijeg     | 3:2      | 0:2          |
| Differdange 03       | 5:4            | FC Utrecht           | 2:1      | 3:3          |

### 3. předkolo
Los třetího předkola se uskutečnil 19. července 2013. Úvodní zápasy se odehrály 1. srpna, odvety 8. srpna 2013. Zdroje:
| Domácí v 1. zápase  | Celkem         | Hosté v 1. zápase | 1. zápas | 2. zápas     |
| ------------------- | -------------- | ----------------- | -------- | ------------ |
| FK Černomorec Oděsa | 3:1            | Crvena zvezda     | 3:1      | 0:0          |
| NK Široki Brijeg    | 1:7            | Udinese Calcio    | 1:3      | 0:4          |
| FK Ventspils        | 0:3            | Maccabi Haifa     | 0:0      | 0:3          |
| Dinamo Minsk        | 0:1            | Trabzonspor       | 0:1      | 0:0          |
| Śląsk Wrocław       | 4:3            | Club Brugge       | 1:0      | 3:3          |
| AS Trenčín          | 3:5            | Astra Giurgiu     | 1:3      | 2:2          |
| Swansea City        | 4:0            | Malmö FF          | 4:0      | 0:0          |
| Petrolul Ploiești   | 3:2            | Vitesse           | 1:1      | 2:1          |
| Slovan Liberec      | 4:2            | Zürich            | 2:1      | 2:1          |
| FK Aktobe           | 1:1 (2:1 pen.) | Breiðablik        | 1:0      | 0:1 (prodl.) |
| Randers             | 1:4            | Rubin Kazaň       | 1:2      | 0:2          |
| Žalgiris Vilnius    | 2:2 (v)        | Lech Poznań       | 1:0      | 1:2          |
| Sevilla FC          | 9:1            | Mladost Podgorica | 3:0      | 6:1          |
| Hajduk Split        | 0:2            | Dila Gori         | 0:1      | 0:1          |
| FK Kukësi           | 2:1            | Metalurh Doněck   | 2:0      | 0:1          |
| Pandurii Târgu Jiu  | 3:2            | Hapoel Tel Aviv   | 1:1      | 2:1          |
| Tromsø IL           | 1:1 (4:3 pen.) | Differdange 03    | 1:0      | 0:1 (prodl.) |
| Motherwell          | 0:3            | Kubáň Krasnodar   | 0:2      | 0:1          |
| Saint-Étienne       | 6:0            | FC Milsami Orhei  | 3:0      | 3:0          |
| FK Baumit Jablonec  | 5:2            | Strømsgodset IF   | 2:1      | 3:1          |
| Qarabağ FK          | 3:0            | Gefle IF          | 1:0      | 2:0          |
| HNK Rijeka          | 3:2            | MŠK Žilina        | 2:1      | 1:1          |
| Asteras Tripolis FC | 2:4            | Rapid Vídeň       | 1:1      | 1:3          |
| Botev Plovdiv       | 1:1 (v)        | Stuttgart         | 1:1      | 0:0          |
| Estoril             | 1:0            | Hapoel Ramat Gan  | 0:0      | 1:0          |
| Vojvodina Novi Sad  | 5:2            | Bursaspor         | 2:2      | 3:0          |
| Škoda Xanthi        | 2:4            | Standard Lutych   | 1:2      | 1:2          |
| BK Häcken           | 1:3            | FC Thun           | 1:2      | 0:1          |
| FK Minsk            | 1:1 (3:2 pen.) | St. Johnstone     | 0:1      | 1:0 (prodl.) |

### 4. předkolo (play-off předkolo)
Los čtvrtého předkola (někdy také nazývaného jako play-off) se uskutečnil 9. srpna 2013. Úvodní zápasy se odehrály 22. srpna, odvety 29. srpna 2013.
| Domácí v 1. zápase  | Celkem         | Hosté v 1. zápase    | 1. zápas | 2. zápas     |
| ------------------- | -------------- | -------------------- | -------- | ------------ |
| Kubáň Krasnodar     | 3:1            | Feyenoord            | 1:0      | 2:1          |
| Zulte Waregem       | 3:2            | APOEL                | 1:1      | 2:1          |
| Rapid Vídeň         | 4:0            | Dila Gori            | 1:0      | 3:0          |
| Tromsø IL           | 2:3            | Beşiktaş             | 2:1      | 0:2          |
| Pandurii Târgu Jiu  | 2:1            | SC Braga             | 0:1      | 2:0 (prodl.) |
| Apollon Limassol    | 2:1            | OGC Nice             | 2:0      | 0:1          |
| FK Aktobe           | 3:8            | Dynamo Kyjev         | 2:3      | 1:5          |
| Swansea City        | 6:3            | Petrolul Ploiești    | 5:1      | 1:2          |
| Atromitos           | 3:3 (v)        | AZ Alkmaar           | 1:3      | 2:0          |
| FH                  | 2:7            | KRC Genk             | 0:2      | 2:5          |
| IF Elfsborg         | 2:1            | FC Nordsjælland      | 1:1      | 1:0          |
| Sevilla FC          | 9:1            | Śląsk Wrocław        | 4:1      | 5:0          |
| Red Bull Salzburg   | 7:0            | Žalgiris Vilnius     | 5:0      | 2:0          |
| Qarabağ FK          | 1:4            | Eintracht Frankfurt  | 0:2      | 1:2          |
| FK Minsk            | 1:5            | Standard Liège       | 0:2      | 1:3          |
| FK Baumit Jablonec  | 1:8            | Betis Sevilla        | 1:2      | 0:6          |
| HNK Rijeka          | 4:3            | VfB Stuttgart        | 2:1      | 2:2          |
| FK Černomorec Oděsa | 1:1 (7:6 pen.) | Skënderbeu Korçë     | 1:0      | 0:1 (prodl.) |
| Maccabi Tel Aviv    | zrušeno        | PAOK                 | zrušeno  | zrušeno      |
| St. Gallen          | 5:3            | Spartak Moskva       | 1:1      | 4:2          |
| Molde FK            | 0:5            | Rubin Kazaň          | 0:2      | 0:3          |
| Vojvodina Novi Sad  | 2:3            | Sheriff Tiraspol     | 1:1      | 1:2          |
| FK Kukësi           | 1:5            | Trabzonspor          | 0:2      | 1:3          |
| Esbjerg fB          | 5:3            | AS Saint-Étienne     | 4:3      | 1:0          |
| Grasshopper         | 2:2 (v)        | ACF Fiorentina       | 1:2      | 1:0          |
| Maccabi Haifa       | 3:1            | Astra Giurgiu        | 2:0      | 1:1          |
| Udinese Calcio      | 2:4            | Slovan Liberec       | 1:3      | 1:1          |
| Dinamo Tbilisi      | 0:8            | Tottenham Hotspur    | 0:5      | 0:3          |
| Estoril             | 4:1            | FC Pasching          | 2:0      | 2:1          |
| Nõmme Kalju         | 2:5            | Dněpr Dněpropetrovsk | 1:3      | 0:2          |
| FK Partizan         | 1:3            | FC Thun              | 1:0      | 0:3          |

## Základní skupiny
Termín losu – 30. srpna 2013.
| Vysvětlivky | Vysvětlivky               |
| ----------- | ------------------------- |
|             | Postup do šestnáctifinále |

### Skupina A
| Tým             | Z | V | R | P | VG | IG | +/− | B  |
| --------------- | - | - | - | - | -- | -- | --- | -- |
| Valencia        | 6 | 4 | 1 | 1 | 12 | 7  | +5  | 13 |
| Swansea City    | 6 | 2 | 2 | 2 | 6  | 4  | +2  | 8  |
| Kubáň Krasnodar | 6 | 1 | 3 | 2 | 7  | 7  | 0   | 6  |
| FC St. Gallen   | 6 | 2 | 0 | 4 | 6  | 13 | −7  | 6  |

|                 | KUB | STG | SWA | VAL |
| --------------- | --- | --- | --- | --- |
| Kubáň Krasnodar | —   | 4:0 | 1:1 | 0:2 |
| FC St. Gallen   | 2:0 | —   | 1:0 | 2:3 |
| Swansea City    | 1:1 | 1:0 | —   | 0:1 |
| Valencia        | 1:1 | 5:1 | 0:3 | —   |

### Skupina B
| Tým                 | Z | V | R | P | VG | IG | +/− | B  |
| ------------------- | - | - | - | - | -- | -- | --- | -- |
| Ludogorec Razgrad   | 6 | 5 | 1 | 0 | 11 | 2  | +9  | 16 |
| FK Černomorec Oděsa | 6 | 3 | 1 | 2 | 6  | 6  | 0   | 10 |
| PSV Eindhoven       | 6 | 2 | 1 | 3 | 4  | 5  | −1  | 7  |
| Dinamo Zagreb       | 6 | 0 | 1 | 5 | 3  | 11 | −8  | 1  |

|                     | CHO | DIN | LUD | PSV |
| ------------------- | --- | --- | --- | --- |
| FK Černomorec Oděsa | —   | 2:1 | 0:1 | 0:2 |
| Dinamo Zagreb       | 1:2 | —   | 1:2 | 0:0 |
| Ludogorec Razgrad   | 1:1 | 3:0 | —   | 2:0 |
| PSV Eindhoven       | 0:1 | 2:0 | 0:2 | —   |

### Skupina C
| Tým               | Z | V | R | P | VG | IG | +/− | B  |
| ----------------- | - | - | - | - | -- | -- | --- | -- |
| Red Bull Salzburg | 6 | 6 | 0 | 0 | 15 | 3  | +12 | 18 |
| Esbjerg fB        | 6 | 4 | 0 | 2 | 8  | 8  | 0   | 12 |
| IF Elfsborg       | 6 | 1 | 1 | 4 | 5  | 10 | −5  | 4  |
| Standard Liège    | 6 | 0 | 1 | 5 | 6  | 13 | −7  | 1  |

|                   | ELF | ESB | SAL | STA |
| ----------------- | --- | --- | --- | --- |
| IF Elfsborg       | —   | 1:2 | 0:1 | 1:1 |
| Esbjerg fB        | 1:0 | —   | 1:2 | 2:1 |
| Red Bull Salzburg | 4:0 | 3:0 | —   | 2:1 |
| Standard Liège    | 1:3 | 1:2 | 1:3 | —   |

### Skupina D
| Tým            | Z | V | R | P | VG | IG | +/− | B  |
| -------------- | - | - | - | - | -- | -- | --- | -- |
| Rubin Kazaň    | 6 | 4 | 2 | 0 | 14 | 4  | +10 | 14 |
| NK Maribor     | 6 | 2 | 1 | 3 | 9  | 12 | −3  | 7  |
| Zulte Waregem  | 6 | 2 | 1 | 3 | 4  | 10 | −6  | 7  |
| Wigan Athletic | 6 | 1 | 2 | 3 | 6  | 7  | −1  | 5  |

|                | MAR | RUB | WIG | ZUL |
| -------------- | --- | --- | --- | --- |
| NK Maribor     | —   | 2:5 | 2:1 | 0:1 |
| Rubin Kazaň    | 1:1 | —   | 1:0 | 4:0 |
| Wigan Athletic | 3:1 | 1:1 | —   | 1:2 |
| Zulte Waregem  | 1:3 | 0:2 | 0:0 | —   |

### Skupina E
| Tým                   | Z | V | R | P | VG | IG | +/− | B  |
| --------------------- | - | - | - | - | -- | -- | --- | -- |
| Fiorentina            | 6 | 5 | 1 | 0 | 12 | 3  | +9  | 16 |
| Dnipro Dnipropetrovsk | 6 | 4 | 0 | 2 | 11 | 5  | +6  | 12 |
| Paços de Ferreira     | 6 | 0 | 3 | 3 | 1  | 8  | −7  | 3  |
| Pandurii Târgu Jiu    | 6 | 0 | 2 | 4 | 3  | 11 | −8  | 2  |

|                       | DNI | FIO | PAC | PAN |
| --------------------- | --- | --- | --- | --- |
| Dnipro Dnipropetrovsk | —   | 1:2 | 2:0 | 4:1 |
| Fiorentina            | 2:1 | —   | 3:0 | 3:0 |
| Paços de Ferreira     | 0:2 | 0:0 | —   | 1:1 |
| Pandurii Târgu Jiu    | 0:1 | 1:2 | 0:0 | —   |

### Skupina F
| Tým                      | Z | V | R | P | VG | IG | +/− | B  |
| ------------------------ | - | - | - | - | -- | -- | --- | -- |
| Eintracht Frankfurt      | 6 | 5 | 0 | 1 | 13 | 4  | +9  | 15 |
| Maccabi Tel Aviv         | 6 | 3 | 2 | 1 | 7  | 5  | +2  | 11 |
| APOEL                    | 6 | 1 | 2 | 3 | 3  | 8  | −5  | 5  |
| FC Girondins de Bordeaux | 6 | 1 | 0 | 5 | 4  | 10 | −6  | 3  |

|                     | APO | BOR | EIN | MAC |
| ------------------- | --- | --- | --- | --- |
| APOEL               | —   | 2:1 | 0:3 | 0:0 |
| Bordeaux            | 2:1 | —   | 0:1 | 1:2 |
| Eintracht Frankfurt | 2:0 | 3:0 | —   | 2:0 |
| Maccabi Tel Aviv    | 0:0 | 1:0 | 4:2 | —   |

### Skupina G
| Tým          | Z | V | R | P | VG | IG | +/− | B  |
| ------------ | - | - | - | - | -- | -- | --- | -- |
| KRC Genk     | 6 | 4 | 2 | 0 | 10 | 5  | +5  | 14 |
| Dynamo Kyjev | 6 | 3 | 1 | 2 | 11 | 7  | +4  | 10 |
| Rapid Wien   | 6 | 1 | 3 | 2 | 8  | 10 | −2  | 6  |
| Thun         | 6 | 1 | 0 | 5 | 3  | 10 | −7  | 3  |

|              | DYN | GEN | RAP | THU |
| ------------ | --- | --- | --- | --- |
| Dynamo Kyjev | —   | 0:1 | 3:1 | 3:0 |
| KRC Genk     | 3:1 | —   | 1:1 | 2:1 |
| Rapid Wien   | 2:2 | 2:2 | —   | 2:1 |
| FC Thun      | 0:2 | 0:1 | 1:0 | —   |

### Skupina H
| Tým            | Z | V | R | P | VG | IG | +/− | B  |
| -------------- | - | - | - | - | -- | -- | --- | -- |
| Sevilla        | 6 | 3 | 3 | 0 | 9  | 4  | +5  | 12 |
| Slovan Liberec | 6 | 2 | 3 | 1 | 9  | 8  | +1  | 9  |
| Freiburg       | 6 | 1 | 3 | 2 | 5  | 8  | −3  | 6  |
| Estoril        | 6 | 0 | 3 | 3 | 5  | 8  | −3  | 3  |

|                | EST | FRE | SEV | LIB |
| -------------- | --- | --- | --- | --- |
| Estoril        | —   | 0:0 | 1:2 | 1:2 |
| Freiburg       | 1:1 | —   | 0:2 | 2:2 |
| Sevilla        | 1:1 | 2:0 | —   | 1:1 |
| Slovan Liberec | 2:1 | 1:2 | 1:1 | —   |

### Skupina I
| Tým                  | Z | V | R | P | VG | IG | +/− | B  |
| -------------------- | - | - | - | - | -- | -- | --- | -- |
| Olympique Lyon       | 6 | 3 | 3 | 0 | 6  | 3  | +3  | 12 |
| Betis Sevilla        | 6 | 2 | 3 | 1 | 3  | 2  | +1  | 9  |
| Vitória de Guimarães | 6 | 1 | 2 | 3 | 6  | 5  | +1  | 5  |
| Rijeka               | 6 | 0 | 4 | 2 | 2  | 7  | −5  | 4  |

|                      | LYO | BET | RIJ | VIT |
| -------------------- | --- | --- | --- | --- |
| Olympique Lyon       | —   | 1:0 | 1:0 | 1:1 |
| Betis Sevilla        | 0:0 | —   | 0:0 | 1:0 |
| HNK Rijeka           | 1:1 | 1:1 | —   | 0:0 |
| Vitória de Guimarães | 1:2 | 0:1 | 4:0 | —   |

### Skupina J
| Tým              | Z | V | R | P | VG | IG | +/− | B  |
| ---------------- | - | - | - | - | -- | -- | --- | -- |
| Trabzonspor      | 6 | 4 | 2 | 0 | 13 | 6  | +7  | 14 |
| Lazio            | 6 | 3 | 3 | 0 | 8  | 4  | +4  | 12 |
| Apollon Limassol | 6 | 1 | 1 | 4 | 5  | 10 | −5  | 4  |
| Legia Varšava    | 6 | 1 | 0 | 5 | 2  | 8  | −6  | 3  |

|                  | APO | LAZ | LEG | TRA |
| ---------------- | --- | --- | --- | --- |
| Apollon Limassol | —   | 0:0 | 0:2 | 1:2 |
| Lazio            | 2:1 | —   | 1:0 | 0:0 |
| Legia Varšava    | 0:1 | 0:2 | —   | 0:2 |
| Trabzonspor      | 4:2 | 3:3 | 2:0 | —   |

### Skupina K
| Tým               | Z | V | R | P | VG | IG | +/− | B  |
| ----------------- | - | - | - | - | -- | -- | --- | -- |
| Tottenham Hotspur | 6 | 6 | 0 | 0 | 15 | 2  | +13 | 18 |
| Anži Machačkala   | 6 | 2 | 2 | 2 | 4  | 7  | −3  | 8  |
| Sheriff Tiraspol  | 6 | 1 | 3 | 2 | 5  | 6  | −1  | 6  |
| Tromsø IL         | 6 | 0 | 1 | 5 | 1  | 10 | −9  | 1  |

|                   | ANZ | SHE | TOT | TRO |
| ----------------- | --- | --- | --- | --- |
| Anži Machačkala   | —   | 1:1 | 0:2 | 1:0 |
| Sheriff Tiraspol  | 0:0 | —   | 0:2 | 2:0 |
| Tottenham Hotspur | 4:1 | 2:1 | —   | 3:0 |
| Tromsø IL         | 0:1 | 1:1 | 0:2 | —   |

### Skupina L
| Tým               | Z | V | R | P | VG | IG | +/− | B  |
| ----------------- | - | - | - | - | -- | -- | --- | -- |
| AZ Alkmaar        | 6 | 3 | 3 | 0 | 8  | 4  | +4  | 12 |
| PAOK FC           | 6 | 3 | 3 | 0 | 10 | 6  | +4  | 12 |
| Maccabi Haifa     | 6 | 1 | 2 | 3 | 6  | 9  | −3  | 5  |
| Šachter Karagandy | 6 | 0 | 2 | 4 | 5  | 10 | −5  | 2  |

|                   | AZ  | MAC | PAO | KAR |
| ----------------- | --- | --- | --- | --- |
| AZ                | —   | 2:0 | 1:1 | 1:0 |
| Maccabi Haifa     | 0:1 | —   | 0:0 | 2:1 |
| PAOK FC           | 2:2 | 3:2 | —   | 2:1 |
| Šachter Karagandy | 1:1 | 2:2 | 0:2 | —   |

## Vyřazovací fáze

### Šestnáctifinále
Los šestnáctifinále a osmifinále se uskutečnil 16. prosince 2013. Úvodní zápasy byly hrány 20. února, odvety 27. února 2014.
| Domácí v 1. zápase   | Celkem  | Hosté v 1. zápase   | 1. zápas | 2. zápas |
| -------------------- | ------- | ------------------- | -------- | -------- |
| Dněpr Dněpropetrovsk | 2:3     | Tottenham Hotspur   | 1:0      | 1:3      |
| Betis Sevilla        | 3:1     | Rubin Kazaň         | 1:1      | 2:0      |
| Swansea City         | 1:3     | Neapol              | 0:0      | 1:3      |
| Juventus             | 4:0     | Trabzonspor         | 2:0      | 2:0      |
| Maribor              | 3:4     | Sevilla             | 2:2      | 1:2      |
| Viktoria Plzeň       | 3:2     | Šachtar Doněck      | 1:1      | 2:1      |
| FK Černomorec Oděsa  | 0:1     | Olympique Lyon      | 0:0      | 0:1      |
| Lazio                | 3:4     | Ludogorec Razgrad   | 0:1      | 3:3      |
| Esbjerg              | 2:4     | Fiorentina          | 1:3      | 1:1      |
| Ajax                 | 1:6     | Red Bull Salzburg   | 0:3      | 1:3      |
| Maccabi Tel Aviv     | 0:3     | Basel               | 0:0      | 0:3      |
| Porto                | 5:5 (v) | Eintracht Frankfurt | 2:2      | 3:3      |
| Anži Machačkala      | 2:0     | Genk                | 0:0      | 2:0      |
| Dynamo Kyjev         | 0:2     | Valencia            | 0:2      | 0:0      |
| PAOK                 | 0:4     | Benfica Lisabon     | 0:1      | 0:3      |
| Slovan Liberec       | 1:2     | AZ                  | 0:1      | 1:1      |

### Osmifinále
Úvodní zápasy se odehrály 13. března, odvety 20. března 2014.
| Domácí v 1. zápase | Celkem         | Hosté v 1. zápase | 1. zápas | 2. zápas     |
| ------------------ | -------------- | ----------------- | -------- | ------------ |
| AZ Alkmaar         | 1:0            | Anži Machačkala   | 1:0      | 0:0          |
| Ludogorec Razgrad  | 0:4            | Valencia CF       | 0:3      | 0:1          |
| FC Porto           | 3:2            | SSC Neapol        | 1:0      | 2:2          |
| Olympique Lyon     | 5:3            | Viktoria Plzeň    | 4:1      | 1:2          |
| Sevilla FC         | 2:2 (4:3 pen.) | Betis Sevilla     | 0:2      | 2:0 (prodl.) |
| Tottenham Hotspur  | 3:5            | Benfica Lisabon   | 1:3      | 2:2          |
| FC Basel 1893      | 2:1            | Red Bull Salzburg | 0:0      | 2:1          |
| Juventus           | 2:1            | Fiorentina        | 1:1      | 1:0          |

### Čtvrtfinále
Los čtvrtfinále proběhl 21. března 2014. Úvodní zápasy byly hrány 3. dubna, odvety 10. dubna 2014.
| Domácí v 1. zápase | Celkem | Hosté v 1. zápase | 1. zápas | 2. zápas     |
| ------------------ | ------ | ----------------- | -------- | ------------ |
| AZ                 | 0:3    | Benfica Lisabon   | 0:1      | 0:2          |
| Olympique Lyon     | 1:3    | Juventus          | 0:1      | 1:2          |
| Basel              | 3:5    | Valencia          | 3:0      | 0:5 (prodl.) |
| Porto              | 2:4    | Sevilla           | 1:0      | 1:4          |

### Semifinále
Los semifinále proběhl 11. dubna 2014. Úvodní zápasy byly hrány 24. dubna, odvety 1. května 2014.
| Domácí v 1. zápase | Celkem  | Hosté v 1. zápase | 1. zápas | 2. zápas |
| ------------------ | ------- | ----------------- | -------- | -------- |
| Sevilla            | 3:3 (v) | Valencia          | 2:0      | 1:3      |
| Benfica Lisabon    | 2:1     | Juventus          | 2:1      | 0:0      |

### Finále
Finálový zápas se odehrál 14. května 2014 na stadionu Juventus Stadium v Turíně.
| 14. květen 2014 20:45 SELČ |        |                 |                                                              |
| Sevilla                    | 0 : 0  | Benfica Lisabon | Juventus Stadium, Turín diváci: 33 120 rozhodčí: Felix Brych |
|                            | Report |                 | Juventus Stadium, Turín diváci: 33 120 rozhodčí: Felix Brych |

|                         |       | Penaltový rozstřel          |  |
| Bacca Mbia Coke Gameiro | 4 : 2 | Lima Cardozo Rodrigo Luisão |  |

| Sevilla | Benfica |

| GK          | 13 | Beto               |     |      |      |
| RB          | 23 | Coke               | 98' |      |      |
| CB          | 21 | Nicolás Pareja     |     |      |      |
| CB          | 2  | Federico Fazio     | 11' |      |      |
| LB          | 16 | Alberto Moreno     | 13' |      |      |
| DM          | 40 | Stéphane Mbia      |     |      |      |
| DM          | 6  | Daniel Carriço     |     |      |      |
| CM          | 11 | Ivan Rakitić       |     |      |      |
| RW          | 19 | José Antonio Reyes |     | 78'  |      |
| LW          | 20 | Vitolo             |     | 110' |      |
| CF          | 9  | Carlos Bacca       |     |      |      |
| Náhradníci: |    |                    |     |      |      |
| GK          | 1  | Javi Varas         |     |      |      |
| DF          | 3  | Fernando Navarro   |     |      |      |
| DF          | 5  | Diogo Figueiras    |     | 110' |      |
| MF          | 7  | Marko Marin        |     | 78'  | 104' |
| MF          | 12 | Vicente Iborra     |     |      |      |
| MF          | 15 | Piotr Trochowski   |     |      |      |
| FW          | 18 | Kévin Gameiro      |     |      | 104' |
| Trenér:     |    |                    |     |      |      |
| Unai Emery  |    |                    |     |      |      |

| GK          | 41 | Jan Oblak          |      |      |
| RB          | 14 | Maxi Pereira       |      |      |
| CB          | 4  | Luisão             |      |      |
| CB          | 24 | Ezequiel Garay     |      |      |
| LB          | 16 | Guilherme Siqueira | 30'  | 99'  |
| RM          | 6  | Rúben Amorim       |      |      |
| CM          | 30 | André Gomes        |      |      |
| LM          | 20 | Nicolás Gaitán     |      | 119' |
| RF          | 8  | Miralem Sulejmani  |      | 25'  |
| CF          | 11 | Lima               |      |      |
| LF          | 19 | Rodrigo            |      |      |
| Náhradníci: |    |                    |      |      |
| GK          | 1  | Artur              |      |      |
| DF          | 3  | Steven Vitória     |      |      |
| DF          | 33 | Jardel             |      |      |
| MF          | 10 | Filip Đuričić      |      |      |
| MF          | 34 | André Almeida      | 100' | 25'  |
| FW          | 7  | Óscar Cardozo      |      | 99'  |
| FW          | 90 | Ivan Cavaleiro     |      | 119' |
| Trenér:     |    |                    |      |      |
| Jorge Jesus |    |                    |      |      |

| Asistenti rozhodčího: Mark Borsch Stefan Lupp Čtvrtý rozhodčí: Milorad Mažić Brankoví rozhodčí: Tobias Welz Bastian Dankert | Pravidla - 90 minut hry. - 30 minut prodloužení v případě nerozhodného výsledku v řádné hrací době. - Penaltový rozstřel, pokud se ani v prodloužení nerozhodne. - Povoleno 7 připravených náhradníků na lavičce. - Maximálně tři střídání pro tým během utkání. |

## Vítěz
| Evropská liga UEFA 2013/14 Sevilla FC Beto, Coke, Nicolás Pareja, Federico Fazio, Alberto Moreno, Stéphane Mbia, Daniel Carriço, Ivan Rakitić , José Antonio Reyes, Vitolo, Carlos Bacca, Javi Varas, Fernando Navarro, Diogo Figueiras, Marko Marin, Vicente Iborra, Piotr Trochowski, Kévin Gameiro Trenér: Unai Emery |

## Nejlepší střelci
Zdroj:
| Pořadí | Hráč               | Klub                    | Góly | Odehrané min. |
| ------ | ------------------ | ----------------------- | ---- | ------------- |
| 1      | Jonathan Soriano   | Red Bull Salzburg       | 8    | 565'          |
| 2      | Paco Alcácer       | Valencia                | 7    | 716'          |
| 3      | Roman Bezjak       | Ludogorec Razgrad       | 6    | 576'          |
| 4      | Jermain Defoe      | Tottenham Hotspur       | 5    | 360'          |
| 4      | Kévin Gameiro      | Sevilla                 | 5    | 646'          |
| 4      | Olcan Adın         | Trabzonspor             | 5    | 720'          |
| 7      | Alexander Meier    | Eintracht Frankfurt     | 4    | 348'          |
| 7      | Sergio Floccari    | SS Lazio                | 4    | 382'          |
| 7      | Lima               | Benfica Lisabon         | 4    | 401'          |
| 7      | Terrence Boyd      | Rapid Wien              | 4    | 477'          |
| 7      | Andrij Jarmolenko  | FK Dynamo Kyjev         | 4    | 610'          |
| 7      | Jevhen Konopljanka | FK Dněpr Dněpropetrovsk | 4    | 625'          |
| 7      | Alan               | Red Bull Salzburg       | 4    | 682'          |
| 7      | Sadio Mané         | Red Bull Salzburg       | 4    | 712'          |
| 7      | Carlos Bacca       | Sevilla                 | 4    | 897'          |